# Benoît-Emmanuel Peltereau-Villeneuve
Pour des articles plus généraux, voir Abus sexuels dans la communauté Saint-Jean et Abus sexuels sur les femmes dans l'Église catholique.
Benoît-Emmanuel Peltereau-Villeneuve, né Benoît Peltereau-Villeneuve en 1958, est un ancien prêtre membre de la communauté Saint-Jean. Il est le prieur d'un couvent à Genève entre 1988 et 2008 et curé de la paroisse Saint-François de Sales, voisine du couvent. En 2008, à la suite de soupçons d’abus sexuels sur deux femmes majeures, une enquête canonique et une procédure judiciaire sont engagées à son encontre et il est suspendu de ses fonctions.
Il est renvoyé de l’état clérical en décembre 2022, par le Dicastère pour la Doctrine de la Foi à la suite d'accusations d’agressions sexuelles.

## Biographie
Benoît Peltereau-Villeneuve, né en 1958, a suivi ses études au sein d'une institution jésuite, le collège Saint-Joseph de Reims (promotion 1978). Il fait ensuite des études de droit. Il a été prieur (supérieur d'un couvent) à Genève pendant 12 ans entre 1988 et 2008. De plus il est le curé de la paroisse Saint-François de Sales, dans le quartier de Plainpalais de Genève, gérée par la communauté Saint-Jean. Il est par ailleurs l’organisateur d’évènements importants avec le Festival Agapé de musique et d'art sacré et le Forum Amour et Vie,,. En 2008, à la suite de soupçons d’abus sexuels sur deux femmes majeures, une enquête canonique est engagée à son encontre et il renvoyé de l'état clérical en 2011, avant que la sanction soit annulée par la Congrégation pour la Doctrine de la foi le 3 décembre 2012,. Il quitte la Suisse en 2008  et s'installe dans la Meuse en France. Par ailleurs, il est exclaustré dans le diocèse de Saltillo  au Mexique depuis 2013, où il est accueilli par Verbum Spei, une communauté fondée par des frères de Saint-Jean dissidents, dont il avait participé à la lettre publique fondatrice contestant la remise en question de Marie-Dominique Philippe lors du chapitre général de 2013,. Durant ce temps, il est également aumônier des sœurs de Maria Stella Matutina.

## Abus sexuels
Une procédure judiciaire est engagée pour « contrainte sexuelle, viol et actes d’ordre sexuel commis sur des personnes incapables de discernement et de résistance » , toutefois, puisque les faits datent de 1991 et 1992, ils sont prescrits. Néanmoins l’ordonnance du procureur général signale : « L’action pénale (…) ne pourra s’exercer en raison de la prescription, même si les faits conduisent au constat qu’une infraction a bel et bien été commise sur les victimes ». Benoît Peltereau-Villeneuve demande l'annulation de cette mention de culpabilité mais la justice suisse refuse. En octobre 2009, il engage une procédure devant la Cour européenne des droits de l’homme.
Par ailleurs, en 2012, il dépose des plaintes pour calomnie à l’encontre des personnes qui ont témoigné contre lui lors de son procès. Mais le Tribunal fédéral suisse le déboute, considérant que des accusations d’abus sexuels ne constituent pas une calomnie. De plus, il attaque l’Église catholique de Genève aux prud’hommes considérant qu'elle ne l'a pas protégé. Le tribunal lui accorde un franc symbolique de dédommagement en 2013,.
En 2014, la Suisse est condamnée par la Cour européenne des droits de l’homme à verser 27 000 euros à Benoît Peltereau-Villeneuve pour violation de la présomption d’innocence,.
En janvier 2023, la communauté de Saint-Jean annonce qu'à la suite d'une enquête canonique pour de multiples accusations d'agressions sexuelles, Benoît-Emmanuel Peltereau-Villeneuve est renvoyé de l’état clérical par le Dicastère pour la Doctrine de la Foi depuis décembre 2022, « sans possibilité de faire appel ou déposer un recours »,. Malgré ce renvoi, il participe en 2023 au festival Agapé, en habit religieux malgré l'interdiction du Saint-Siège, en se présentant comme prêtre,.

## Témoignage
À 16 ans, en 1989, Sophie Ducrey rencontre la communauté Saint-Jean. Ayant de fortes aspirations spirituelles, elle se confie à un prêtre de Saint-Jean, Benoît-Emmanuel Peltereau-Villeneuve, qui va devenir son accompagnateur. Elle témoigne dans son livre publié en 2019 et intitulé Étouffée : Récit d’un abus spirituel et sexuel, de l’emprise psychologique dans laquelle elle est tombée, ainsi que des abus sexuels subis à partir de sa majorité,.

## Publications
Benoît-Emmanuel Peltereau-Villeneuve a publié deux ouvrages évoquant Marie-Dominique Philippe, fondateur de la communauté Saint-Jean.
- Ariane Schwizgebel et Benoît-Emmanuel Peltereau-Villeneuve (préf. Philippe-Marie Mossu), Ouvrier de la sagesse : le père Marie-Dominique Philippe, un homme libre, Saint-Maur, Parole et silence, 2012, 216 p. (ISBN 978-2-889-18070-7 et 2-889-18070-0, OCLC 794035721)
- Philippe-Marie Mossu, Benoît-Emmanuel Peltereau-Villeneuve, Benoît Jourdain et Frédéric Tavernier-Vellas, Entretiens avec le Père Marie-Dominique Philippe sur la miséricorde ; une nouvelle Pentecôte d'amour, La Gélinotte, 2016, 234 p. (ISBN 2955631914)